# Lorena Marlene Cortinas Galván
Lorena Marlene Cortinas Galván (Monterrey, Nuevo León; 14 de agosto de 1973), conocida artísticamente como Lore Lore, es una cantante, presentadora de televisión y animadora infantil.

## Carrera profesional
A principios de 1990, cuando aún contaba con dieciséis años de edad inicia su carrera al integrarse al grupo Fandango como reemplazo de Moña Arrambide, dentro del grupo se hace llamar por su segundo nombre Marlene y comparte créditos con Rocío Torres, Anabella de Hoyos, Janet Tamez y Sandra Elizondo. Fue integrante de este durante casi dos años y solamente grabó el último disco de la agrupación Volver a ser feliz, en el cual interpreta en solitario el tema «Estoy esperando un cuento». 
En 1992 tras la disolución del grupo, Lorena retoma su carrera de modelo siendo imagen de diseñadores mexicanos, colombianos e italianos. Hace un alto a su carrera para estudiar una carrera universitaria.
En 2001 se estrena como presentadora y animadora infantil en el programa Lore Lore acompañada de sus amigos inseparables Chapitas, Tita y Ramón, cada uno representando las tres fuentes vitales para vivir (luz, agua y oxígeno). En 2006 comienza a conducir el programa Si se puede en Televisa Monterrey, con nuevos personajes, emisión que permaneció al aire hasta el 10 de mayo de 2012.
El 25 de agosto de 2012, inicia la transmisión de un nuevo programa infantil-familiar titulado Está de pelos, transmitido los sábados por Televisa Monterrey, junto con los conductores Eduardo Elizondo y Javier Estrella. En octubre de 2012 tuvo una participación especial en la telenovela Porque el amor manda de Televisa, interpretando a una licenciada en recursos humanos.
Actualmente, participa en el programa sabatino Sabadazo como talento infantil, presentando a todos sus personajes y su concepto fresco, musical de nombre Lorelandia, llegando con gran éxito a las pantallas de todo México.

## Discografía

### Discografía dentro del grupo Fandango
- Volver a ser feliz (1990)

### Discografía como Lore Lore
- La pachanga (2009)
- Baila con Lore Lore (2007)